# Poniatów (Bystrzyca Kłodzka)
Poniatów (deutsch: Peucker) ist ein weitgehend entvölkertes Dorf in der Stadt- und Landgemeinde Bystrzyca Kłodzka im Powiat Kłodzki der Woiwodschaft Niederschlesien in Polen. Es liegt 11 Kilometer südwestlich von Bystrzyca Kłodzka (Habelschwerdt).

## Geographie
Poniatów liegt im Südosten des Habelschwerdter Gebirges im oberen Tal der Erlitz, die die Grenze zu Tschechien bildet. Nachbarorte sind Poręba (Lichtenwalde) im Nordosten, Długopole Górne (Oberlangenau) im Osten, Gniewoszów (Seitendorf) im Südosten und Rudawa (Stuhlseiffen) im Nordwesten. Jenseits der Grenze liegen Vrchní Orlice (Hohenerlitz) im Süden, Neratov (Bärnwald) im Südwesten und Nová Ves (Neudorf) im Nordwesten. Südlich erhebt sich der 891 m hohe Schwarze Berg (polnisch Czerniec), westlich liegt am Abhang des Adlergebirges der 992 m hohe Ernestinenberg (tschechisch Anenský vrch).

## Geschichte
„Peucker“ wurde vor Mitte des 16. Jahrhunderts als Kolonie von Lichtenwalde auf königlichem Forstgrund angelegt, in dem eine Glashütte in Betrieb gewesen und in zwei Stollen Erzbergbau betrieben worden sein sollen. Vor 1540 bestand ein Freirichtergut. 1564 wurde Peuckerdorf selbständige Dorfgemeinde; für 1571 und 1622 ist die Ortsbezeichnung „Peuckerdörflein“ und 1631 ist die Schreibweise „Päucker“ belegt. Es gehörte zur Grafschaft Glatz, mit der es die Geschichte seiner politischen und kirchlichen Zugehörigkeit teilte. Da es selbst über kein Gotteshaus verfügte, war es zunächst zur Filialkirche in Lichtenwald gewidmet und kam mit diesem zusammen zur Pfarrei Ebersdorf. 1665 wurde es der wieder begründeten Pfarrkirche von Rosenthal zugewiesen. Als Begräbnisplatz diente für Peucker der Friedhof der damaligen Filialkirche in Seitendorf.
Zusammen mit anderen Kammerdörfern im Distrikt Habelschwerdt erwarb Peucker 1684 der Glatzer Landeshauptmann Michael Wenzel von Althann, der aus den neu erworbenen Dorfschaften die Herrschaft Schnallenstein bildete, deren Hauptort Rosenthal war, weshalb sie auch als „Herrschaft Rosenthal“ bezeichnet wurde.
Nach dem Ersten Schlesischen Krieg 1742 und endgültig mit dem Hubertusburger Frieden 1763 fiel Peucker zusammen mit der Grafschaft Glatz an Preußen. Für Anfang des 19. Jahrhunderts sind für den Dominialanteil nachgewiesen: elf Stückleute, neun Gärtner, drei Häusler und eine Brettmühle.
Nach der Neugliederung Preußens gehörte Peucker ab 1815 zur Provinz Schlesien und war zunächst dem Landkreis Glatz und ab 1818 dem neu geschaffenen Landkreis Habelschwerdt eingegliedert, mit dem es bis 1945 verbunden blieb. 1939 wurden 219 Einwohner gezählt.
Als Folge des Zweiten Weltkriegs fiel Peucker 1945 wie fast ganz Schlesien an Polen und wurde in Poniatów umbenannt. Die deutsche Bevölkerung wurde vertrieben. Die neu angesiedelten Bewohner waren zum Teil Vertriebene aus Ostpolen, das an die Sowjetunion gefallen war. Zahlreiche Bewohner verließen Poniatów jedoch in den nächsten Jahrzehnten wieder, so dass es weitgehend entvölkert ist. Für das Jahr 2007 sind drei Einwohner verzeichnet. 1975–1998 gehörte Poniatów zur Woiwodschaft Wałbrzych (Waldenburg).

### Freirichtergut
Das Freirichtergut, das nicht zum Dominium gehörte, bildete einen eigenen Anteil. Als Freirichter sind nachgewiesen: Melchior Mücke (um 1600), Georg Gauglitz (ab 1604) und Lorenz Locker (1612). 1612 wurde es von der Stadt Habelschwerdt erworben; 1663 war es im Besitz des Ernest Strauch, der es 1695 an einen gewissen Richter verkaufte. 1701 kam es an Georg Ludwig, bei dessen Nachfahren es über hundert Jahre verblieb. Anfang des 19. Jahrhunderts gehörten zum Richtergut eine Wassermühle sowie sieben Gärtner und Häusler.